# 栃木県道64号宇都宮向田線
栃木県道64号宇都宮向田線（とちぎけんどう64ごう うつのみやむかだせん）は、栃木県宇都宮市から同県那須烏山市に至る主要地方道に指定された県道である。

## 概要

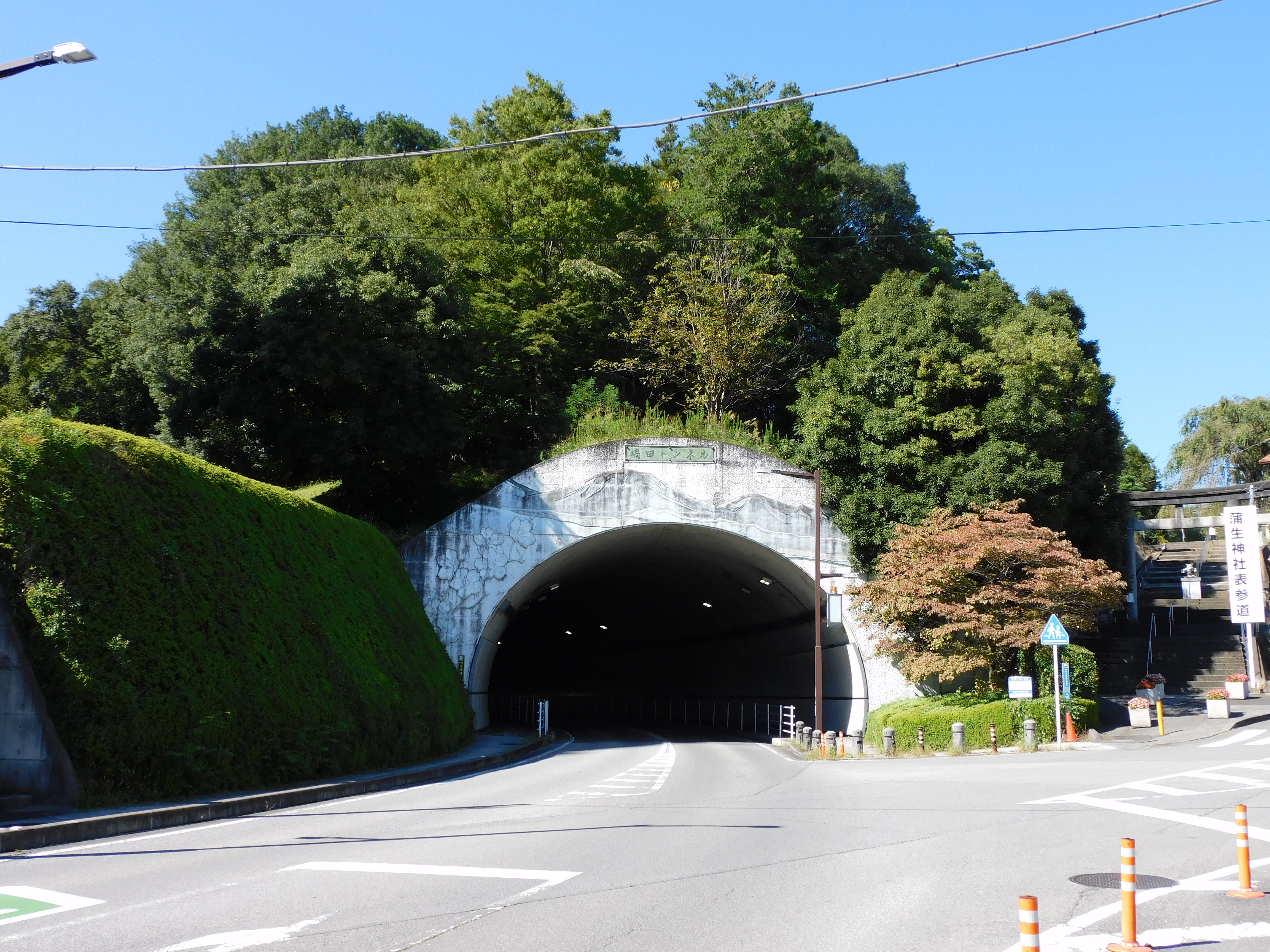
塙田トンネル

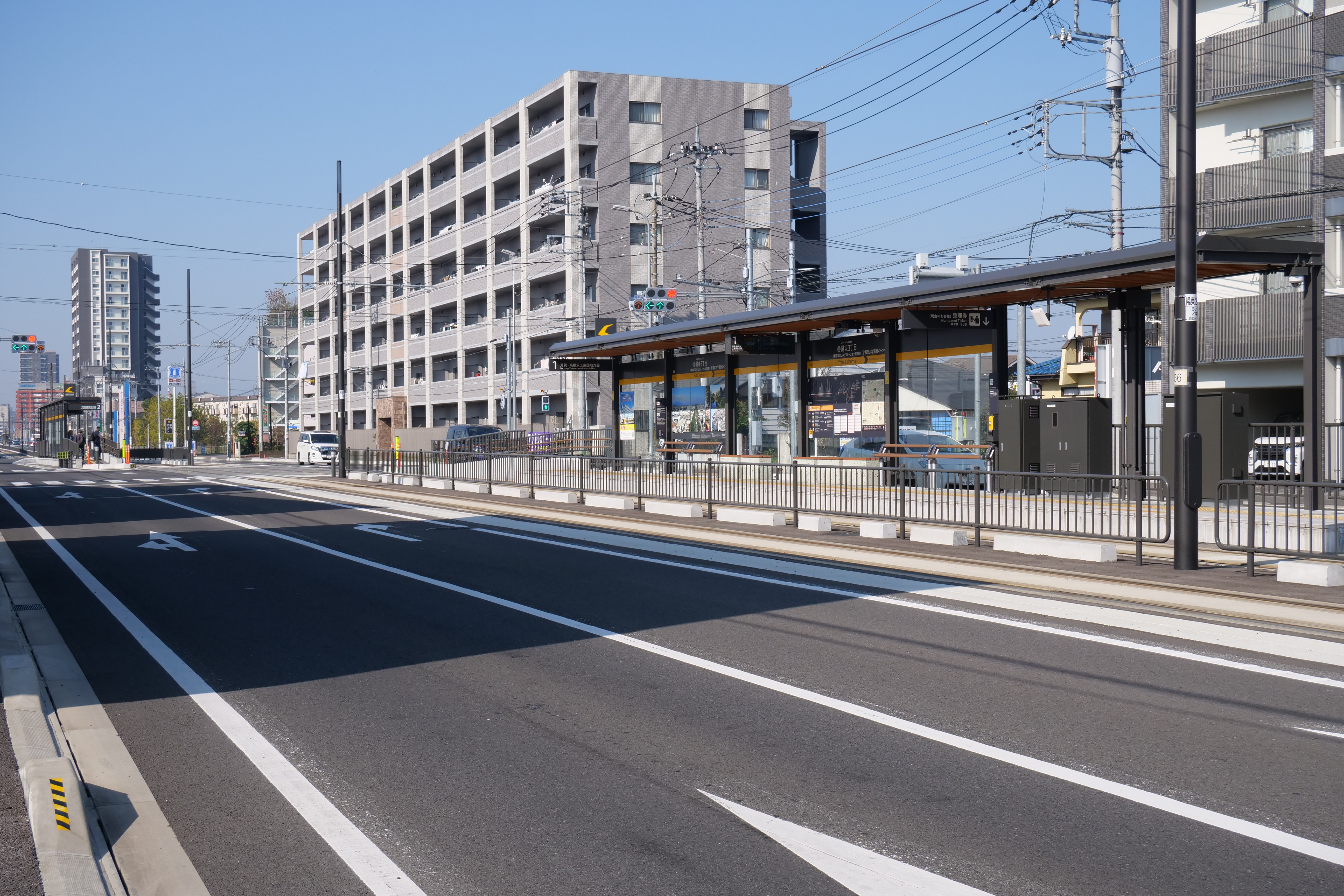
宇都宮芳賀ライトレール線との併用軌道（陽東3丁目停留場）

宇都宮市市街地からJR東北新幹線・宇都宮線（東北線）をくぐって宇都宮駅東口の大通り（通称：鬼怒通り）に合流し、柳田大橋で鬼怒川を越えてから北東に進路を変え、芳賀町北部や高根沢町南部など町境を頻繁に越える地点を通りながら那須烏山市南部の向田に向かう。宇都宮市塙田地内において、栃木県庁舎を取り囲む道路が同県道に指定されているのは、県庁周辺道路の渋滞緩和策として「塙田トンネル」を建設するための措置である。
朝夕の慢性的な渋滞が発生している宇都宮市街地と清原工業団地・芳賀工業団地を結ぶ新たなルートとして、バイパス「宇都宮テクノ街道」が2008年（平成20年）に部分開通した。
県庁前のトチノキ並木は、読売新聞社選定の「新・日本街路樹100景」（1994年）のひとつに選定されている。
宇都宮市東宿郷の東宿郷交差点から同市の陽東5丁目付近までは、路面電車路線の宇都宮ライトレール宇都宮芳賀ライトレール線（芳賀・宇都宮LRT）との併用軌道区間となっており、道路上に路面電車停留場が5箇所（東宿郷停留場、駅東公園前停留場、峰停留場、陽東3丁目停留場、宇都宮大学陽東キャンパス停留場）設けられている。また、宇都宮芳賀ライトレール線とは同市ゆいの杜の刈沼町交差点でも交差している。

### 路線データ
- 総延長：28.802 km（新道区間を除く）
- 実延長：28.380 km（新道区間を除く）
- 起点：栃木県宇都宮市本町（本町交差点＝栃木県道10号宇都宮那須烏山線交点）
- 終点：栃木県那須烏山市向田（向田交差点＝国道294号交点）
- 認定：1977年（昭和52年）1月11日

## 歴史
- 1961年（昭和36年）4月1日 - 向田給部宇都宮線として認定。
- 1977年（昭和52年）1月11日 - 路線変更により宇都宮向田線に改称。
- 1993年（平成5年）5月11日 - 建設省から、県道宇都宮向田線が宇都宮向田線として主要地方道に指定される[3]。
- 2018年（平成30年）6月4日 - 鬼怒通りにおいて宇都宮芳賀ライトレール線の工事に着手[4][5]。
- 2023年（令和5年）8月26日 - 宇都宮芳賀ライトレール線が開業[6][7]。

## 路線状況

### 通称
いずれも宇都宮市により制定された宇都宮市区間の愛称である。
- 中央通り（宇都宮市本町 - 県庁正門前）
- 県庁西通り（宇都宮市県庁正門前 - 塙田トンネル西）
- 県庁前通り（宇都宮市県庁正門前 - 今泉町）
- 白楊高通り（宇都宮市今泉町 - 元今泉町、旧称・宇農前通り）
- 鬼怒通り・柳田街道（宇都宮市東宿郷 - 道場宿町）

### バイパス
- 宇都宮テクノ街道[注釈 1]（宇都宮市 - 芳賀町）

### 重複区間
- 栃木県道61号真岡那須烏山線（芳賀郡芳賀町給部 - 塩谷郡高根沢町中柏崎）
- 栃木県道176号杉山石末線（塩谷郡高根沢町中柏崎 - 那須烏山市曲畑）

### 道路施設
- 柳田大橋（宇都宮市道場宿町、1989年3月完成・供用開始）[9]
- 塙田トンネル（宇都宮市塙田五丁目）

## 地理

### 通過する自治体
- 栃木県
  - 宇都宮市 - 芳賀郡芳賀町 - 塩谷郡高根沢町 - 芳賀郡芳賀町 - 塩谷郡高根沢町 - 那須烏山市 - 芳賀郡市貝町 - 那須烏山市

### 交差する道路
※印は立体交差

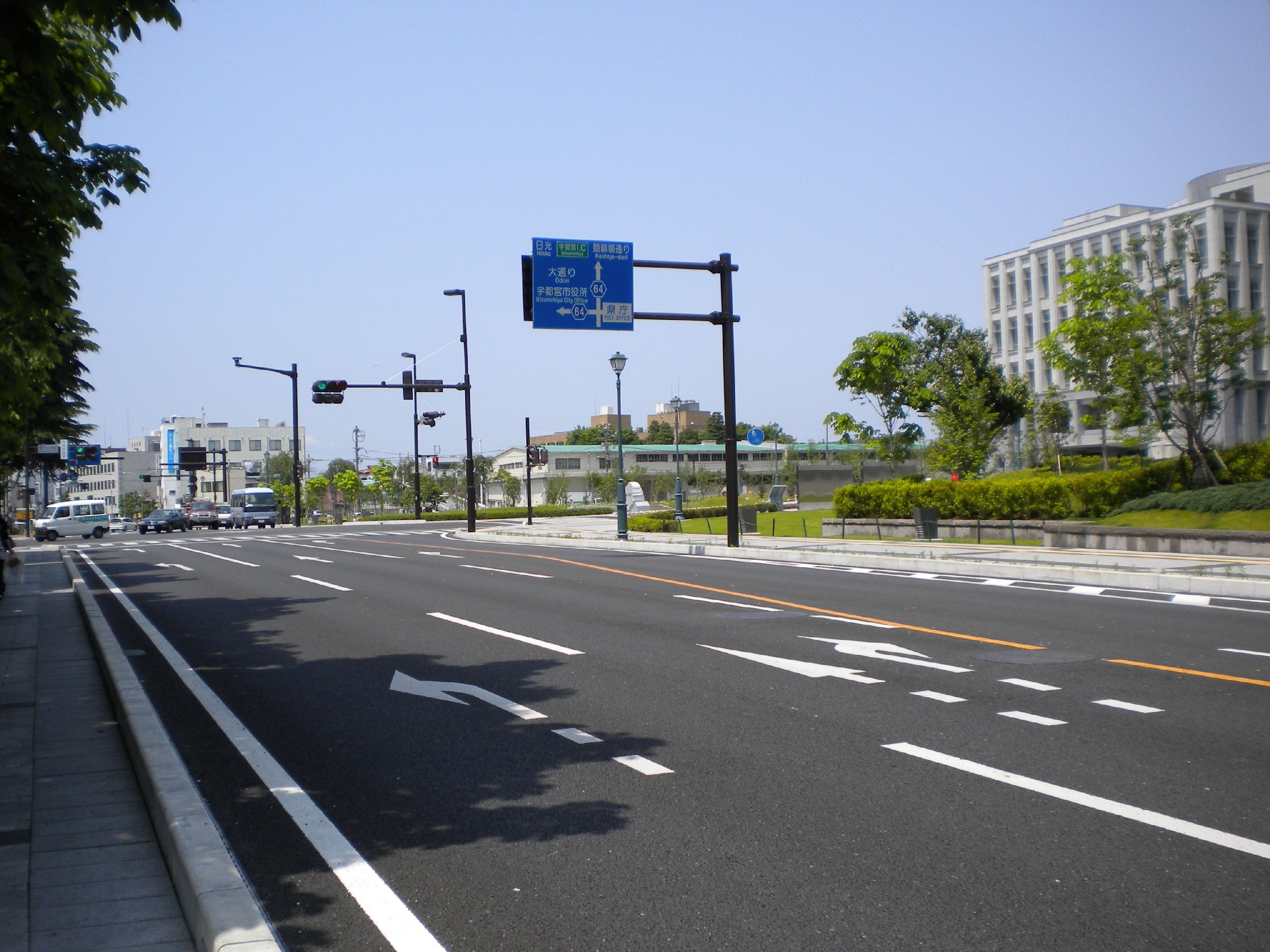
宇都宮市塙田1丁目付近

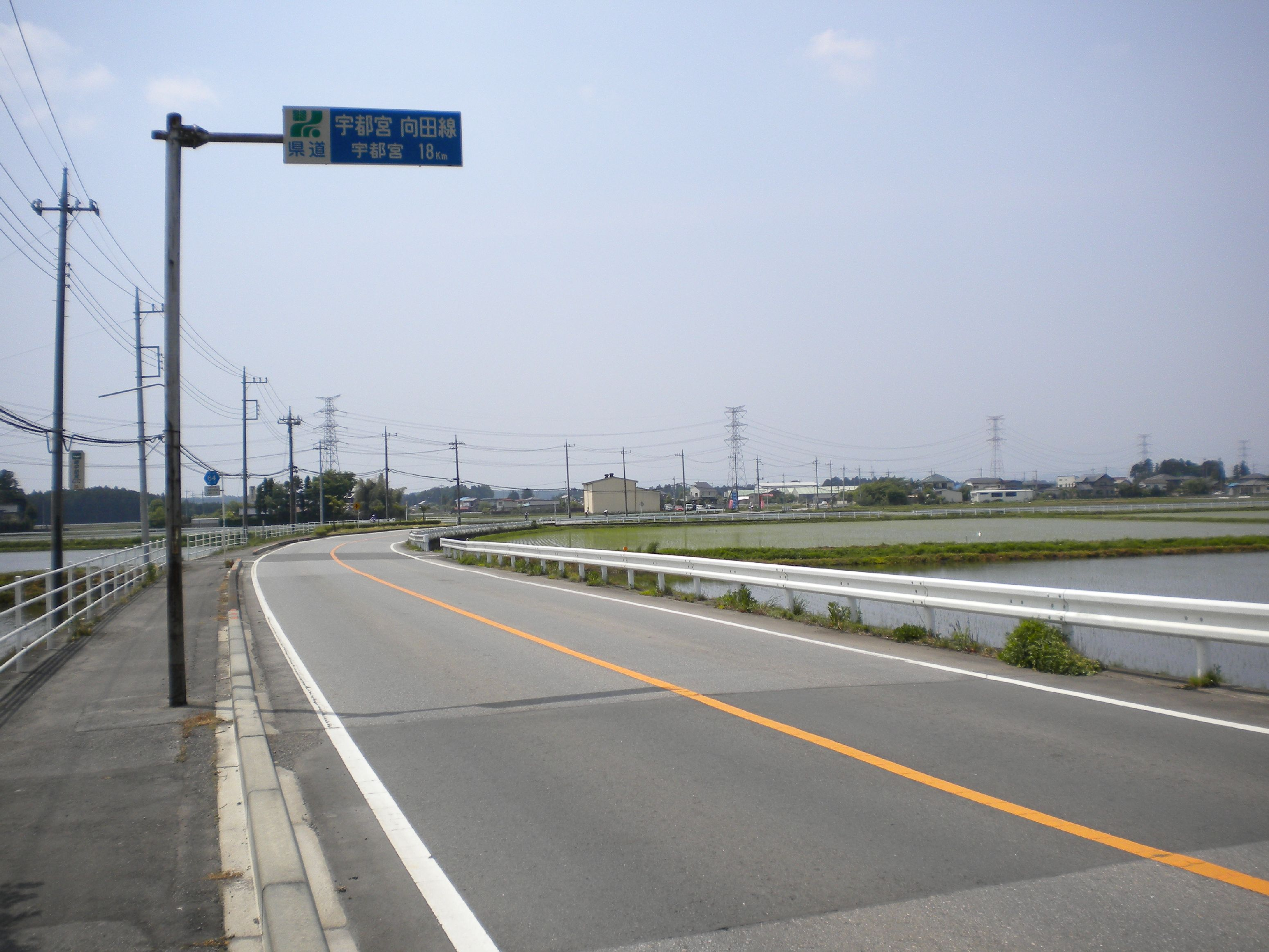
芳賀町八ツ木付近

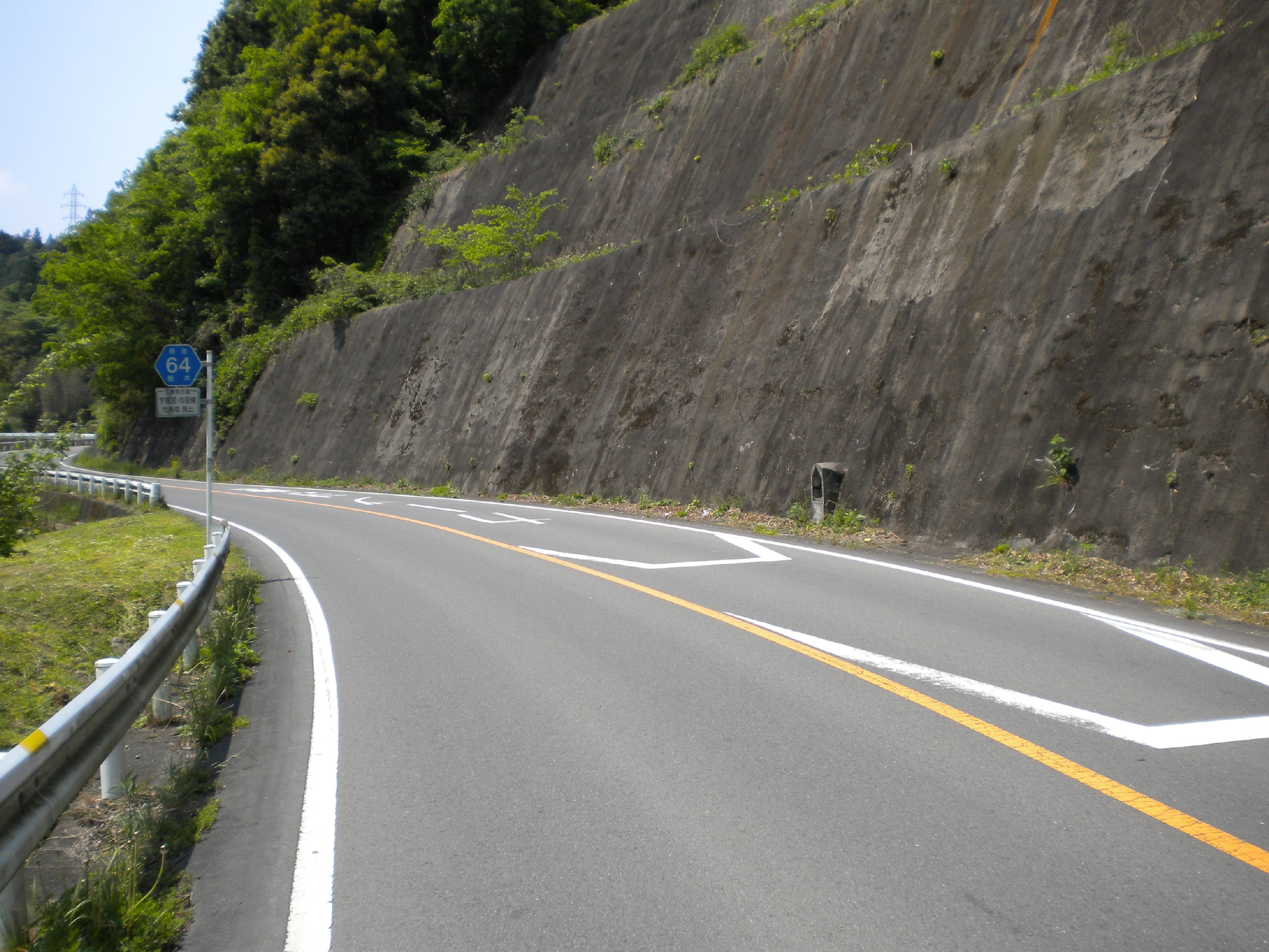
市貝町見上付近

- 栃木県道10号宇都宮那須烏山線（宇都宮市・本町交差点、起点）
- 栃木県道10号宇都宮那須烏山線（栃木県道63号藤原宇都宮線 重複）（宇都宮市・塙田4丁目交差点）
- 栃木県道125号氏家宇都宮線（宇都宮市・今泉町交差点）
- 国道4号（宇都宮市・峰町交差点※）
- 新4号国道（宇都宮市平出交差点※）
- 栃木県道158号下岡本上三川線（宇都宮市下平出町・下平出交差点）
- 国道408号（宇都宮市道場宿町・道場宿交差点）
- 栃木県道69号宇都宮茂木線（宇都宮市刈沼町交差点）
- 栃木県道156号石末真岡線（塩谷郡高根沢町上高根沢交差点）
- 栃木県道181号上高根沢氏家線（塩谷郡高根沢町上高根沢・廻り谷交差点）
- 栃木県道61号真岡那須烏山線（芳賀郡芳賀町給部）
- 栃木県道61号真岡那須烏山線（栃木県道176号杉山石末線 重複）（塩谷郡高根沢町中柏崎）
- 栃木県道176号杉山石末線（那須烏山市曲畑）
- 国道294号（那須烏山市向田交差点・終点）